# The Terror (Fernsehserie)
The Terror ist eine US-amerikanische Drama- und Horror-Anthologieserie, die den Schrecken echter historischer Ereignisse mit fiktiven Horrorelementen verbindet. Die erste Staffel, die auf Dan Simmons’ Roman Terror basiert, hatte am 25. März 2018 in den Vereinigten Staaten bei AMC Premiere und wird international seit dem 26. März 2018 auf Prime Video von Amazon veröffentlicht. Die zweite Staffel, benannt Terror: Infamy (zu deutsch: Schande) nach der Infamy Speech von Franklin D. Roosevelt, erschien in den Vereinigten Staaten ab dem 12. August 2019 und in Deutschland ab dem 16. August 2019. Erst fünf Jahre später, im Februar 2024, wurde eine dritte Staffel mit dem Beititel Devil in Silver angekündigt.

## Bezüge und Handlung

### Staffel 1
Die erste Staffel The Terror basiert auf dem im Original gleichnamigen Roman von Dan Simmons aus dem Jahr 2007, der wiederum die britische Franklin-Expedition zur Entdeckung der Nordwestpassage thematisiert, ergänzt um phantastische Elemente.
Es ist das Jahr 1845. Im Auftrag der Royal Navy soll eine aufwendige Expedition unter der Leitung von John Franklin mit den beiden Schiffen Erebus und Terror die Gewässer nördlich von Kanada erkunden. Ihr Ziel ist es, die Nordwestpassage zu finden, also einen Seeweg, der im kanadisch-arktischen Archipel den Atlantischen Ozean mit dem Pazifischen Ozean verbindet. Als die beiden Schiffe nach einer ersten Überwinterung auf Beechey Island schließlich mit Beginn des zweiten Winters im Jahr 1846 im Packeis vor King William Island steckenbleiben, wird die Besatzung von einem unbekannten Wesen in Form eines riesigen Eisbären angegriffen. Die Forschungsreise wird für die Besatzung zum Kampf ums Überleben.

### Staffel 2
Die zweite Staffel behandelt die Internierung japanischstämmiger Amerikaner während des Zweiten Weltkriegs, die Hauptdarsteller George Takei in seiner Kindheit selbst erlebt hat, der daher auch als historischer Berater fungiert. Infamy leitet sich ab von der Infamy Speech, die Franklin D. Roosevelt am 8. Dezember 1941 als Reaktion auf den Angriff auf Pearl Harbor gehalten hat. Die Staffel soll sich mit diesem Thema bewusst „relevant für die gegenwärtige Situation“ anfühlen, womit die Inhaftierung illegal eingewanderter Kinder in Lagern gemeint ist.
Die Staffel beginnt im Jahr 1941, als sich am 7. Dezember der Angriff auf Pearl Harbor ereignet, durch den nun alle Japaner in den USA unter Generalverdacht stehen und Deportationen stattfinden. Die Handlung begleitet einen Vater – aus Japan eingewandert – und Sohn – in Amerika geboren – aus einer japanisch-amerikanischen Gemeinde auf Terminal Island vor Kalifornien. Die Gemeinde und das Internierungslager werden von einem Yūrei heimgesucht.

## Produktion und Ausstrahlung
The Terror ist eine Produktion von Scott Free Productions und Entertainment 360 für den Kabelsender AMC. Entwickelt wurde die Serie von David Kajganich nach der Vorlage von Dan Simmons’ Roman Terror. Als Executive Producer fungierte Kajganich zusammen mit Soo Hugh als Showrunner der Serie. Weitere Executive Producer waren Ridley Scott, David W. Zucker, Alexandra Milchan, Scott Lambert und Guymon Casady.
Produziert wurden zehn Episoden, von denen die erste am 25. März 2018 als Preview auf AMC gesendet wurde, bevor die Serie regulär einen Tag später startete. Zuvor wurden die ersten zwei Episoden am 21. Februar 2018 auf der Berlinale 2018 im OmeU gezeigt. Eine deutsche Fassung wurde ebenfalls ab 26. März 2018 bei Amazons Video-on-Demand-Dienst Prime Video veröffentlicht.
Obwohl die erste Staffel eine abgeschlossene Literaturverfilmung ist, war die Serie bereits vor deren Erscheinen als Anthologieserie im Erfolgsfall der ersten Staffel bestellt und angekündigt worden. Am 22. Juni 2018 wurde das neue Thema der zweiten Staffel bekannt gegeben. Produktion begann am 14. Februar 2019 in Vancouver. Laut Setdesigner Jonathan McKinstry wurde das Internierungslager in der Serie hauptsächlich nach dem Manzanar War Relocation Center gestaltet. Hauptdarsteller George Takei, der selbst in Internierungslager eingesperrt war, hat als Berater mit den Produzenten zusammengearbeitet, um die Korrektheit der dargestellten historischen Ereignisse sicherzustellen. Derek Mio berichtet, dass die Staffel für ihn sehr persönlich ist, weil sein Großvater von Terminal Island – dem Ort der Handlung – nach Manzanar deportiert worden war. Die erste Episode der zweiten Staffel erschien in den USA am 12. August und in Deutschland am 16. August 2019.
Erst fünf Jahre, im Februar 2024, wurde eine dritte Staffel angekündigt, die 2025 erscheinen soll. Mit dem Beititel Devil in Silver basiert sie auf dem gleichnamigen Roman von Victor LaValle, der die Staffel zusammen mit Chris Cantwell schreibt. Die ersten Episoden werden von Karyn Kusama inszeniert.

## Besetzung und Synchronisation
Die deutschsprachige Synchronisation der englischen Dialoge entsteht unter der Dialogregie von Zoë Beck durch die VSI Synchron in Berlin. Neben den englischen Dialogen, die synchronisiert werden, gibt es noch anderssprachige (Staffel 1: Inuit; Staffel 2: Japanisch), die untertitelt werden.

### Staffel 1
In der ersten Staffel stammt das Dialogbuch von Horst Müller.
| Rolle                     | Funktion auf dem Schiff                   | Darsteller     | Folgen | Synchronsprecher |
| ------------------------- | ----------------------------------------- | -------------- | ------ | ---------------- |
| Captain Francis Crozier   | Kapitän der Terror                        | Jared Harris   | 1 – 10 | Lutz Schnell     |
| Captain Sir John Franklin | Leiter der Expedition, Kapitän der Erebus | Ciarán Hinds   | 1 – 3  | Bernd Rumpf      |
| Captain James Fitzjames   | Commander, dann Kapitän der Erebus        | Tobias Menzies | 1 – 9  | Marcus Off       |
| Dr. Harry Goodsir         | Schiffsarztassistent auf der Erebus       | Paul Ready     | 1 – 10 | Bernhard Völger  |
| Cornelius Hickey          | Unteroffizier, Kalfaterer auf der Terror  | Adam Nagaitis  | 1 – 10 | Dirk Stollberg   |
| Thomas Blanky             | Eismeister auf der Terror                 | Ian Hart       | 1 – 9  | Michael Iwannek  |
| “Lady Silence”            | Gefangene auf der Terror                  | Nive Nielsen   | 2 – 10 | A1               |

### Staffel 2
In der zweiten Staffel stammt das Dialogbuch der ersten beiden Episoden von Zoë Beck und für die restlichen Episoden von Ellen Scheffler.
| Rolle            | Beschreibung                                                 | Darsteller     | Synchronsprecher |
| ---------------- | ------------------------------------------------------------ | -------------- | ---------------- |
| Chester Nakayama | Fotograf, in Amerika geboren mit japanischen Wurzeln (Nisei) | Derek Mio      | Bastian Sierich  |
| Yuko Tanabe      |                                                              | Kiki Sukezane  | Rubina Nath      |
| Luz Ojeda        | Chesters College-Freundin mexikanischer Herkunft             | Cristina Rodlo | Daniela Molina   |
| Henry Nakayama   | Fischer, Chesters Vater, aus Japan eingewandert (Issei)      | Shingo Usami   | Bernd Vollbrecht |
| Asako Nakayama   | Chesters Mutter                                              | Naoko Mori     | Arianne Borbach  |
| Amy Yoshida      | Familienfreundin der Nakayamas                               | Miki Ishikawa  | Bianca Warnek    |
| Nobuhiro Yamato  | Gemeindeälterer, ehemaliger Fischerkapitän                   | George Takei   | Toru Takahashi   |

## Episodenliste

### Staffel 1
| Nr. (ges.) | Nr. (St.) | Deutscher Titel                       | Originaltitel             | Erstausstrahlung USA | Deutschsprachige Erstveröffentlichung (D/A) | Regie                | Drehbuch               | Quoten (USA) |
| --- | --------- | ------------------------------------- | ------------------------- | -------------------- | ------------------------------------------- | -------------------- | ---------------------- | ------------ |
| 1 | 1         | Alles auf eine Karte                  | Go for Broke              | 25. März 2018        | 26. März 2018                               | Edward Berger        | David Kajganich        | 3,336 Mio.   |
| September 1846: Die Schiffe Erebus und Terror befinden sich auf der Suche nach einer schiffbaren Passage durch die Arktis. Als der Winter naht und Packeis auftaucht, wird die Erebus beschädigt und in der Weiterfahrt beeinträchtigt. Francis Crozier, Kapitän der Terror, plädiert darauf, die Erebus aufzugeben und mit der Terror einen sicheren Überwinterungsplatz anzusteuern. Doch Sir John Franklin, der Leiter der Expedition, glaubt, dem Ziel nah zu sein und besteht auf die Weiterfahrt. Darauf bleiben sie im Packeis stecken. |           |                                       |                           |                      |                                             |                      |                        |              |
| 2 | 2         | Gefangen im Packeis                   | Gore                      | 26. März 2018        | 27. März 2018                               | Edward Berger        | Soo Hugh               | 1,388 Mio.   |
| Acht Monate später stecken die beiden Schiffe noch immer im Packeis fest. Captain John Franklin schickt zwei Erkundungstrupps los, um offene Stellen im Eis zu finden. Während der Trupp im Osten nichts findet, schießt der Westtrupp in der Nacht auf einen Inuit, weil sie diesen für einen Eisbären halten. Beim Versuch, dem Mann zu helfen, taucht eine unbekannte Gestalt auf und tötet einen der Offiziere. Der Trupp flüchtet zurück zu den Schiffen, wo der angeschossene Inuit verstirbt und seine Tochter die Besatzung davor warnt, hier zu bleiben. |           |                                       |                           |                      |                                             |                      |                        |              |
| 3 | 3         | Die Rache des Tuunbaq                 | The Ladder                | 2. Apr. 2018         | 3. Apr. 2018                                | Sergio Mimica-Gezzan | Gina Welch             | 1,105 Mio.   |
| Im Juni 1847 sind die Schiffe noch immer im Eis gefangen. Captain Crozier schlägt Franklin vor, einen Trupp loszuschicken, um Hilfe zu holen. Doch Captain Franklin lehnt diesen Vorschlag ab und hofft auf besseres Wetter. Währenddessen haben eine Handvoll Soldaten einen Köder ausgelegt und in einem Versteck Stellung bezogen, um die unbekannte Kreatur zu erschießen. Als Captain Franklin sie besucht, wird das Versteck von der Kreatur angegriffen. Franklin und ein Soldat werden dabei getötet. Crozier übernimmt daraufhin das Kommando und schickt den Rettungstrupp los. Zwischenzeitlich hat die Inuit-Tochter „Lady Silence“ das Schiff verlassen und abseits ein Iglu errichtet. Eines Tages kommt die Kreatur daran vorbei und legt ihr einen Robben-Kadaver vor den Eingang. |           |                                       |                           |                      |                                             |                      |                        |              |
| 4 | 4         | Dreißig Peitschenhiebe                | Punished, as a Boy        | 9. Apr. 2018         | 3. Apr. 2018                                | Edward Berger        | David Kajganich        | 1,171 Mio.   |
| Als weitere Besatzungsmitglieder von der Kreatur verletzt und getötet werden, beschließt Bootsmann Hickey eigenmächtig mit zwei anderen Kameraden, Lady Silence zu entführen und auf die Terror zu bringen. Hickey glaubt, dass sie für das Erscheinen der Kreatur verantwortlich ist. Crozier lässt die drei Männer daraufhin wegen Ungehorsams auspeitschen. Zugleich teilt Crozier der Besatzung mit, dass die Terror in Gefahr ist, weil das Schiff auf einem Pressrücken liegt. Ein Großteil der Terror-Besatzung zieht danach auf die Erebus um. |           |                                       |                           |                      |                                             |                      |                        |              |
| 5 | 5         | Der erste Schuss muss sitzen          | First Shot a Winner, Lads | 16. Apr. 2018        | 3. Apr. 2018                                | Sergio Mimica-Gezzan | Josh Parkinson         | 0,905 Mio.   |
| Einen Monat später versucht Harry Goodsir, der Assistent von Dr. Stanley, noch immer, das Vertrauen von Lady Silence zu gewinnen. Während einer Befragung durch Captain Crozier stellt sich heraus, dass die Inuit die Kreatur „Tuunbaq“ nennen. Zwischenzeitlich greift der Tuunbaq erneut die Besatzung an. Durch den Einsatz von Eismeister Thomas Blanky wird die Kreatur durch einen Kanonenschuss verletzt und zieht sich zurück. Während der unübersichtlichen Situation, bei dem Blanky sein Bein verliert, flieht Lady Silence vom Schiff. Captain Crozier übergibt das Kommando an James Fitzjames, nachdem es zwischen den beiden zum Streit kam, weil Crozier Whisky-Flaschen für seinen Suff stehlen ließ. Crozier will sich daraufhin einer Entziehungskur unterziehen. |           |                                       |                           |                      |                                             |                      |                        |              |
| 6 | 6         | Mitgefühl und Gnadenakt               | A Mercy                   | 23. Apr. 2018        | 10. Apr. 2018                               | Sergio Mimica-Gezzan | Vinnie Wilhelm         | 0,923 Mio.   |
| Januar 1848: Nachdem sich die Moral der Mannschaft verschlechtert und die Vorräte rationiert werden müssten, beschließt Captain Fitzjames die Terror und Erebus aufzugeben, um zu Fuß zum nächstgelegenen Außenposten zu gelangen. Um die Nachricht so schonend wie möglich zu überbringen, lässt Fitzjames ein Zelt für einen Karneval auf dem Eis errichten. Zwischenzeitlich findet Goodsir heraus, dass die seltsamen Beschwerden einiger Crewmitglieder auf das bleihaltige Essen aus den Konservendosen zurückzuführen sind. Er bittet Dr. Stanley zu handeln, doch dieser befürchtet eine Panik unter den Männern. Lady Silence beschwört den Tuunbaq, damit er sie anstelle ihres Vaters als Schamane annimmt und kehrt zu den Schiffen zurück. Crozier, der mittlerweile den Alkoholentzug überstanden hat, verkündet auf dem Karneval Fitzjames’ Plan. Währenddessen verriegelt Dr. Stanley die Ausgänge des Zeltes, setzt es in Brand und zündet sich selbst an. Die Besatzung kann sich befreien, jedoch fallen viele Männer den Flammen zum Opfer.                                                                                              |           |                                       |                           |                      |                                             |                      |                        |              |
| 7 | 7         | Der lange Marsch der dunklen Gedanken | Horrible from Supper      | 30. Apr. 2018        | 10. Apr. 2018                               | Tim Mielants         | Andres Fischer-Centeno | 0,968 Mio.   |
| Am 22. April 1848 machen sich die Mannschaften der Terror und der Erebus auf den Weg zum nächsten Außenposten. Ein Teil der Mannschaft entdeckt die Leichen des im letzten Sommer entsendeten Rettungstrupps. Um seinen Männern die Hoffnung auf Rettung nicht zu nehmen, entscheidet Captain Crozier den Rest der Crew nicht darüber zu informieren. Hickey plant derweil eine Meuterei und findet heraus, dass die Konserven vergiftet sind. Als schließlich immer mehr Männer unter den Symptomen der Bleivergiftung zu leiden beginnen, entsendet Crozier Trupps um Wild zu jagen. Während der Jagd stößt Hickey zusammen mit Lieutenant Irving und Matrose Farr auf eine Gruppe Netsilik-Inuit. Irving nimmt Kontakt zu ihnen auf und sie geben ihm zu essen. Als Irving zurückkehrt sieht er, wie Farr tot am Boden liegt und wird von Hickey erstochen. |           |                                       |                           |                      |                                             |                      |                        |              |
| 8 | 8         | Das Kriegsgericht                     | Terror Camp Clear         | 7. Mai 2018          | 10. Apr. 2018                               | Tim Mielants         | David Kajganich        | 0,857 Mio.   |
| Hickey tötet die Inuit-Gruppe und kehrt in das Lager zurück, wo er behauptet, dass die Inuit seine Kameraden getötet hätten. Captain Crozier macht sich mit seinem Stab und Hickey auf, um den Ort des Geschehens zu untersuchen und schickt Lady Silence fort. Währenddessen zieht im Lager Nebel auf und die Mannschaft bewaffnet sich entgegen Croziers Anweisungen selbst, weil sie einen Angriff der Inuit befürchten. Als Crozier zurückkehrt, befiehlt er die Verantwortlichen zu finden. Bei der Autopsie an Irving findet Goodsir Robbenfleisch im Magen, wodurch Crozier der Mannschaft beweisen kann, dass Hickey gelogen hat. Crozier lässt Sergeant Tozer, der für die Ausgabe der Waffen verantwortlich war, und Hickey festnehmen. Kurz bevor die beiden gehängt werden können, greift der Tuunbaq die versammelte Mannschaft an. Während des Durcheinanders kann Hickey mit weiteren Meuterern entkommen und zwingt Goodsir mit ihm zu kommen. |           |                                       |                           |                      |                                             |                      |                        |              |
| 9 | 9         | Nach Süden                            | The C, the C, the Open C  | 14. Mai 2018         | 10. Apr. 2018                               | Tim Mielants         | Soo Hugh               | 0,777 Mio.   |
| Die Gruppen von Hickey und Captain Crozier gehen getrennte Wege. Nachdem Hickey einen angeschlagenen Kameraden erstochen hat, befiehlt er Goodsir den Leichnam zu zerlegen, damit sie ihn essen können. In Croziers Gruppe liegen viele Männer im Sterben, unter ihnen auch Fitzjames. Blanky trennt sich von Crozier, um den Tuunbaq durch sein verwesendes Bein anzulocken. Durch Zufall entdeckt er dabei die Nordwestpassage und wird vom Tuunbaq getötet. Crozier und drei seiner Männer werden von einem Kameraden in eine Falle von Hickey gelockt. Crozier bietet sich zum Austausch an, übergibt Edward Little das Kommando und geht mit Hickeys Männern. |           |                                       |                           |                      |                                             |                      |                        |              |
| 10 | 10        | Tot und verloren                      | We Are Gone               | 21. Mai 2018         | 10. Apr. 2018                               | Tim Mielants         | David Kajganich        | 0,791 Mio.   |
| In Hickeys Camp erfährt Crozier von Goodsir, dass er gezwungen werden wird, Menschenfleisch zu essen. Von Goodsir soll er nur die Fußsohlen essen, weil er sich selbst vergiftet hat. Schließlich schneidet sich Goodsir die Pulsadern auf. Croziers Männer entscheiden, ohne die Kranken weiterzugehen. Hickey und seine Männer wollen den Tuunbaq töten und locken ihn an. Als die Kreatur auftaucht, tötet sie alle und stirbt. Crozier überlebt den Angriff und wird von Lady Silence gefunden, die ihn von seinen Ketten befreit und ihm hilft, auf die Beine zu kommen. Auf ihrem Weg zum Inuit-Lager sieht Crozier, dass alle seine Männer tot sind. Im Lager erfährt er, dass ihr Name Silna ist und sie verstoßen wird, weil der Tuunbaq verloren hat und tot ist. Zwei Jahre später: Auf ihrer Suche nach der Franklin-Expedition kommen im September 1850 zwei Briten in das Inuit-Lager. Crozier, der mittlerweile mit den Inuit lebt, bittet den Häuptling ihnen zu erzählen, dass alle Männer tot sind, es keine Nordwestpassage gibt und sie den Ort verlassen sollen. Nachdem er die Unterhaltung belauscht hat, geht er auf die Robbenjagd. |           |                                       |                           |                      |                                             |                      |                        |              |

### Staffel 2
| Nr. (ges.) | Nr. (St.) | Deutscher Titel                    | Originaltitel                    | Erstausstrahlung USA | Deutschsprachige Erstveröffentlichung (D/A) | Regie                | Drehbuch                                           | Quoten (USA) |
| --- | --------- | ---------------------------------- | -------------------------------- | -------------------- | ------------------------------------------- | -------------------- | -------------------------------------------------- | ------------ |
| 11 | 1         | Ein Spatz im Schwalbennest         | A Sparrow in a Swallow’s Nest    | 12. Aug. 2019        | 16. Aug. 2019                               | Josef Kobuta Wladyka | Alexander Woo Idee: Max Borenstein & Alexander Woo | 0,581 Mio.   |
| In der japanisch-amerikanischen Gemeinde von Terminal Island begeht Frau Furuya im Jahr 1941 Suizid. Auf ihrer Bestattung häufen sich böse Omen und von da an ereignen sich mysteriöse Vorfälle in der Gemeinde. Unter anderem kann ihr Witwer, Herr Furuya, der sie geschlagen hatte, plötzlich seine Augen nicht vom Sonnenlicht abwenden und erblindet. Henry Nakayama ist ein Fischer, der von seinem Vorarbeiter Grichuk unterbezahlt und schlecht behandelt wird. Als Grichuk in eine Maschine gerät, rettet Nakayama ihm das Leben, doch der Unfall kostet Grichuk seinen Job und als Wiedergutmachung fordert dieser Nakayamas Wagen, indem er droht, ihn als Spion zu verleumden. Nakayamas Sohn, der Fotograf Chester, hat seine College-Freundin Luz geschwängert und von Frau Furuya ein Abtreibungsmittel besorgt, aber nachdem ihm die geheimnisvolle Yuko in einem Bordell seine Zukunft aus Teeblättern deutet, entscheidet er sich um: Er stiehlt nachts den Wagen von Grichuk zurück und fährt zu seiner Freundin, um ihr vorzuschlagen, gemeinsam wegzulaufen. Sie aber sieht keine Zukunft für die beiden, weiß jedoch nicht, ob sie das Baby behalten oder abtreiben will. Als Grichuk bemerkt, dass der Wagen weg ist, versucht er aus Wut, Nakayamas Fischerboot anzuzünden, aber landet im Wasser und wird am nächsten Tag von den Nakayamas herausgeschifft. Bevor es auf einem Flottenstützpunkt zur Befragung der beiden kommt, ertönt eine Sirene. Am Abend hört Chester im Radio, ein Angriff auf Pearl Harbor hat stattgefunden, als draußen bereits Mitglieder der japanischen Gemeinde versammelt und in Busse gebracht werden, darunter sein Vater. |           |                                    |                                  |                      |                                             |                      |                                                    |              |
| 12 | 2         | Die Dämonen sind noch in der Hölle | All the Demons Are Still in Hell | 19. Aug. 2019        | 23. Aug. 2019                               | Josef Kobuta Wladyka | Tony Tost                                          | 0,446 Mio.   |
| Henry Nakayama, Furuya und der Gemeindeältere Yamato sind in ein nicht genanntes Lager deportiert worden. Dem blinden Furuya erscheint Yuko, die er nicht erkennt. Nachdem zwei Mitinsassen verschwunden sind, vermutet Yamato die Anwesenheit eines Obake und verdächtigt den gut gelaunten Nick Okada. Makayama, der immer wieder „Ich bin kein Spion. Ich bin ein einfacher Fischersmann. Ich liebe dieses Land.“ aufsagt, soll dies beim Eisfischen beweisen. Ein anderes Mal werden Nakayama, Furuya und Yamato gemeinsam mit Okada zu dem Eissee gebracht. Sie konfrontieren ihn mit dem Verdacht und drohen ihm, das Eis unter seinen Füßen zum Brechen zu bringen, sodass er gestehen muss, kein böser Geist, sondern ein Spion des DOJ zu sein. Sie lassen ihn allein auf dem zerbrechlichen Eis zurück. Am 27. Januar 1942, eine Woche nach dem Inkrafttreten der Executive Order 9066, durch die Terminal Island Marinebesitz geworden ist, muss die japanische Gemeinde die Insel nach Los Angeles verlassen. Chester zeigt seinem Professor Merkwürdigkeiten auf Fotos von Beerdigungen und trifft auf Luz, die immer noch schwanger ist. Sie will das Kind behalten und in dem Waisenhaus aufwachsen lassen, in dem sie arbeitet. Gemäß einer Anweisung sollen die japanischen Familien auf eine Pferderennbahn evakuiert werden. In dem Waisenhaus werden vor Luz’ Augen alle japanischstämmigen Kinder abgeholt. Auf Nachfrage bezüglich noch ungeborener Kinder erfährt sie, „jeder mit einem Tropfen Japsenblut“ müsse gehen. Als Chester bei der Ankunft an der Rennbahn diese Kinder ohne Eltern sieht, erzählt er seiner Mutter von Luz und beschließt, zu ihr zu gehen. Er hat den Plan, sie über die Staatsgrenze zu bringen, und kommt mit ihr zunächst bei seinem Professor unter, wird jedoch kurz darauf nach Meldung durch die Nachbarin vom FBI abgeholt. Luz lässt sich wegen ihres Ungeborenen mitdeportieren. Sie kommen in den Stall zu seiner Mutter. Hier erscheint Yuko zunächst dem Sohn der Furuyas und nach Chesters Ankunft Herrn Yoshida, der sie erkennt. Er ruft Chester zu, er müsse von dort fort, und schnappt sich die Waffe eines Soldaten, worauf er von anderen erschossen wird. Die Familie Yoshida weist Chester daraufhin ab. Als Nächstes werden sie in ein Lager in Gold Hill, Oregon deportiert. |           |                                    |                                  |                      |                                             |                      |                                                    |              |
| 13 | 3         | Gaman                              | Gaman                            | 26. Aug. 2019        | 30. Aug. 2019                               | Michael Lehmann      | Shannon Goss                                       | 0,421 Mio.   |
| 14 | 4         | Die Schwachen haben verloren       | The Weak Are Meat                | 2. Sep. 2019         | 6. Sep. 2019                                | Michael Lehmann      | Naomi Iizuka                                       | 0,377 Mio.   |
| 15 | 5         | Tod vor Unehre                     | Shatter Like a Pearl             | 9. Sep. 2019         | 13. Sep. 2019                               | Lily Mariye          | Steven Hanna                                       | 0,358 Mio.   |
| 16 | 6         | Taizo                              | Taizo                            | 16. Sep. 2019        | 20. Sep. 2019                               | Everardo Gout        | Max Borenstein & Benjamin Klein                    | 0,381 Mio.   |
| 17 | 7         | My Perfect World                   | My Perfect World                 | 23. Sep. 2019        | 27. Sep. 2019                               | Meera Menon          | Danielle Roderick & Tony Tost                      | 0,331 Mio.   |
| 18 | 8         | My Sweet Boy                       | My Sweet Boy                     | 30. Sep. 2019        | 4. Okt. 2019                                | Toa Fraser           | Alessandra Dimona & Shannon Goss                   | 0,283 Mio.   |
| 19 | 9         | Come and Get Me                    | Come and Get Me                  | 7. Okt. 2019         | 11. Okt. 2019                               | Frederick E.O. Toye  | Steven Hanna & Naomi Iizuka                        | 0,383 Mio.   |
| 20 | 10        | Into the Afterlife                 | Into the Afterlife               | 14. Okt. 2019        | 18. Okt. 2019                               | Frederick E.O. Toye  | Alexander Woo                                      | 0,364 Mio.   |

## Rezeption
Auf Rotten Tomatoes erhielt die erste Staffel von The Terror eine Wertung von 94 %, basierend auf 69 Kritiken. Die zweite Staffel erhielt eine Wertung von 80 %, basierend auf 45 Kritiken.